# Брейди, Уильям (футболист)
Уильям Брейди (англ. William Brady; даты рождения и смерти неизвестны) — шотландский футболист, нападающий.

## Футбольная карьера
Родился в Рентоне, Шотландия. Играл за шотландский клуб «Данди Харп». В сезоне 1888/89 провёл за «Бернли» 9 матчей и забил 2 гола в Футбольной лиге и ещё 2 матча и 1 гол в Кубке Англии.
В сезоне 1892/93 играл за «Ньютон Хит». 11 февраля 1893 года провёл за команду матч в рамках Первого дивизиона Футбольной лиги против «Дерби Каунти». В двух протоколах того матча значится, что именно он вышел на поле, а не Билли Худ, как считалось ранее.

## Статистика выступлений
| Клуб             | Сезон            | Дивизион         | Лига | Лига | Кубок | Кубок | Итого | Итого |
| Клуб             | Сезон            | Дивизион         | Игры | Голы | Игры  | Голы  | Игры  | Голы  |
| ---------------- | ---------------- | ---------------- | ---- | ---- | ----- | ----- | ----- | ----- |
| Бернли           | 1888/89          | Футбольная лига  | 9    | 2    | 2     | 1     | 11    | 3     |
| Бернли           | Итого            | Итого            | 9    | 2    | 2     | 1     | 11    | 3     |
| Ньютон Хит       | 1892/93          | Первый дивизион  | 1    | 0    | 0     | 0     | 1     | 0     |
| Ньютон Хит       | Итого            | Итого            | 1    | 0    | 0     | 0     | 1     | 0     |
| Всего за карьеру | Всего за карьеру | Всего за карьеру | 10   | 2    | 2     | 1     | 12    | 3     |